# KPV Kokkola
Kokkolan Pallo-Veikot is een Finse voetbalclub uit de stad Kokkola. De club is opgericht in 1930 en speelt haar thuiswedstrijden in het Kokkolan Keskuskenttä. De clubkleuren zijn groen-zwart. Naar Fins gebruik wordt de club afgekort met KPV.

## Geschiedenis
KPV werd opgericht als de Finstalige voetbalclub uit de stad. Het kent rivaliteit met de Zweedstalige stadsgenoot GBK.
In 1969 werd KPV landskampioen, maar sinds 1990 kwam het niet meer uit in de Veikkausliiga. De terugkeer op het hoogste niveau volgde pas 28 seizoenen later: in 2018 won het de play-off-finale tegen herkanser TPS (thuis 0–0, uit 1–1). Het jaar erop degradeerde het naar de Ykkönen, nadat men deze keer de eindronde verloor van TPS (uit 0–0, thuis 0–3).

## Erelijst
- Landskampioen

1969
- Beker van Finland

Finalist: 1982, 2006
- Kampioen tweede divisie

1973
- Kampioen derde divisie

1971, 1975, 2015

## Eindklasseringen
| Seizoen | №  | Clubs | Divisie        | Duels | Winst | Gelijk | Verlies | Doelsaldo | Punten | Tsch  |
| ------- | -- | ----- | -------------- | ----- | ----- | ------ | ------- | --------- | ------ | ----- |
| 2005    | 4  | 14    | Ykkönen        | 26    | 13    | 2      | 11      | 36–29     | 41     |       |
| 2006    | 9  | 14    | Ykkönen        | 26    | 8     | 9      | 9       | 42–47     | 33     |       |
| 2007    | 10 | 14    | Ykkönen        | 26    | 8     | 7      | 11      | 27–46     | 31     |       |
| 2008    | 6  | 14    | Ykkönen        | 26    | 10    | 8      | 8       | 37–36     | 38     |       |
| 2009    | 2  | 14    | Ykkönen        | 26    | 15    | 6      | 5       | 32–25     | 51     |       |
| 2010    | 4  | 14    | Ykkönen        | 26    | 14    | 5      | 7       | 43–31     | 47     |       |
| 2011    | 12 | 13    | Ykkönen        | 24    | 4     | 4      | 16      | 19–58     | 16     |       |
| 2012    | 7  | 10    | Kakkonen-Noord | 27    | 7     | 7      | 10      | 31–42     | 28     |       |
| 2013    | 6  | 10    | Kakkonen-Noord | 27    | 11    | 4      | 12      | 46–47     | 37     |       |
| 2014    | 6  | 10    | Kakkonen-Noord | 27    | 9     | 7      | 11      | 28–35     | 34     |       |
| 2015    | 1  | 10    | Kakkonen-Noord | 27    | 18    | 4      | 5       | 63–35     | 58     |       |
| 2016    | 5  | 10    | Ykkönen        | 27    | 11    | 6      | 10      | 40–43     | 39     | 839   |
| 2017    | 3  | 10    | Ykkönen        | 27    | 12    | 9      | 6       | 42–26     | 45     | 888   |
| 2018    | 2  | 10    | Ykkönen        | 27    | 16    | 4      | 7       | 44–26     | 52     | 993   |
| 2019    | 11 | 12    | Veikkausliiga  | 27    | 7     | 4      | 16      | 32–47     | 25     | 1.733 |
| 2020    | 8  | 12    | Ykkönen        | 22    | 8     | 4      | 10      | 38–34     | 28     | 801   |
| 2021    | 7  | 12    | Ykkönen        | 27    | 11    | 8      | 8       | 35–30     | 41     | 707   |

## KPV in Europa
#R = #ronde, T/U = Thuis/Uit, W = Wedstrijd, PUC = punten UEFA coëfficiënten .
Uitslagen vanuit gezichtspunt KPV
| Seizoen | Competitie  | Ronde | Land               | Club       | Totaalscore | 1e W    | 2e W    | PUC |
| ------- | ----------- | ----- | ------------------ | ---------- | ----------- | ------- | ------- | --- |
| 1970/71 | Europacup I | 1R    | Vlag van Schotland | Celtic FC  | 0-14        | 0-9 (U) | 0-5 (T) | 0.0 |
| 1974/75 | UEFA Cup    | 1R    | Vlag van Duitsland | 1. FC Köln | 2-9         | 1-5 (U) | 1-4 (T) | 0.0 |

## Bekende (oud-)spelers
De navolgende voetballers kwamen als speler van KPV uit voor een vertegenwoordigend Europees A-elftal. Tot op heden zijn Arvo Lamberg en Anders Backman degene met de meeste interlands achter hun naam. Zij kwamen als speler van KPV beiden in totaal vier keer uit voor het Finse nationale elftal.
| Naam              | Van        | Tot        | Totaal | Nationaal elftal |
| ----------------- | ---------- | ---------- | ------ | ---------------- |
| Anders Backman    | 05.02.1979 | 21.02.1982 | 4      | Finland          |
| Vesa Kallio       | 28.05.1972 | 14.10.1973 | 3      | Finland          |
| Esa Korhonen      | 23.09.1970 | 23.09.1970 | 1      | Finland          |
| Arvo Lamberg      | 18.08.1968 | 15.10.1969 | 4      | Finland          |
| Hannu Lamberg     | 29.08.1973 | 29.08.1973 | 1      | Finland          |
| Seppo Mäkelä      | 15.10.1969 | 11.10.1970 | 3      | Finland          |
| Olavi Paavolainen | 10.10.1973 | 14.10.1973 | 2      | Finland          |